# جورج هاملتون غوردون
جورج هاملتون غوردون (بالإنجليزية: George Hamilton-Gordon)‏، الملقب أيضًا باسم إيرل أبردين الرابع (28 يناير 1748- 14 ديسمبر 1860) هو رجل سياسة، ودبلوماسي، ومالك أراض اسكتلندي، كان عضوًا في حزب المحافظين، ثم سياسيا محافظًا، ثم انضم إلى فصيل البليتز المنشق عن الحزب المحافظ، ومتخصص في الشؤون الخارجية. شغل غوردون منصب رئيس الوزراء من عام 1852 حتى عام 1855، في تحالف بين الحزب اليميني والبليتز، بدعم راديكالي أيرلندي. كانت وزارة أبردين غنية بالسياسيين الأقوياء والموهوبين، ما منع أبردين إلى حد كبير من السيطرة عليهم وتوجيههم. باءت محاولات أبردين في منع بريطانيا من الدخول في حرب القرم بالفشل، وسقطت إدارته، عندما فقدت دعمها الشعبي، ليتقاعد بعدها ويوقف نشاطه السياسي.
وُلد أبردين لدى عائلة ثرية، تمتلك عقارات عديدة في اسكتلندا، فقد الكثير من المقربين منه خلال حياته، ما أضفى طابعًا خاصًا عليها، إذ فقد كلا والديه عندما كان في الحادية عشر من عمره، وزوجته التي عاش معها سبع سنوات فقط من العلاقة الزوجية السعيدة. توفيت بناته في سن صغيرة، وكانت علاقته سيئة وصعبة مع أبنائه الذكور. كثيرًا ما سافر أبردين إلى أوروبا، بما في ذلك اليونان وكان لديه اهتمام كبيرة بالحضارات الكلاسيكية وعلم الآثار الخاص بها. بعد أن أهمل والده ممتلكاته في اسكتلندا، كرٌس أبردين نفسه (عندما بلغ سن الرشد) لتطويرها وفقًا لأحدث المعايير.
بعد عام 1812، أصبح أبردين دبلوماسيا، واستلم في عام 1813 سفارة بالغة الأهمية في فيينا، بينما كان يبلغ من العمر تسعة وعشرين عامًا، نّظم أبردين خلال ذلك الوقت ومول التحالف السادس الذي هزم نابليون. كان صعوده السياسي سريعًا ومحظوظًا بنفس القدر، أدت حادثتان إلى استلامه منصب مستشار الشؤون الخارجية تحت إدارة ويلينتون عام 1828، الأولى هي وفاة كانينت، والثانية قبول ويلينتون المتهور لاستقالة كانينت، على الرغم من خبرته الرسمية الضعيفة جداً حد السخرية، إذ استلم سابقًا منصب وزاري واحد لمدة تقل عن ستة أشهر. بعد أن شغل هذا المنصب لمدة عامين، لعب دورًا وزاريا آخرًا، إذ عُيّن بحلول عام 1841 وزيرًا للخارجية مرةً أخرى في عهد روبرت بيل ولفترة أطول هذه المرة. تشمل نجاحاته الدبلوماسية تنظيم التحالف ضد نابليون في 1812-1814، وتطبيع العلاقات مع فرنسا ما بعد نابليون، وتسوية النزاع الحدودي القديم بين كندا والولايات المتحدة، وإنهاء حرب الأفيون الأولى مع الصين في عام 1842، مع ضم هونغ كونغ في النهاية. كان أبردين متحدثًا ضعيفًا، الأمر الذي لم يكن ذو أهمية في مجلس اللوردات. ظهر أبردين بمظهر خارجي صارم وغريب وساخر في بعض الأحيان. قال عنه صديقه ويليام إيوارت غلادستون: «شكّل جزءًا من الحياة العامة لأولئك الذين أحب، وأشدد على كلمة أحب، أحببت الآخرين بينما لم يعجبني أبردين أبدًا». 

## العمل السياسي والدبلوماسي (1805-1828)
في ديسمبر 1805، شغل اللورد أبردين منصب ممثل حزب المحافظين الإسكتلندي في مجلس اللوردات. التحق بالسلك الدبلوماسي بعد وفاة زوجته، إثر إصابتها بمرض السل. عُيّن كسفير فوق العادة ووزير مفوض في النمسا، ووقع معاهدة توبليتس بين بريطانيا والنمسا في فيينا في أكتوبر 1813. شهد أبردين بصحبة الإمبراطور النمساوي فرنسيس الثاني الانتصار الحاسم للتحالف في معركة لايبزيغ في أكتوبر من عام 1813، والتقى بنابليون خلال رحلاته السابقة. أصبح أحد الشخصيات الدبلوماسية المركزية في أوروبا في ذلك الوقت، وكان أحد الممثلين البريطانيين في مؤتمر شاتيلون في فبراير 1814، وفي المفاوضات التي أدت إلى معاهدة باريس في مايو من نفس العام.

تأثر أبردين بشكل كبير بآثار الحرب التي شهدها بنفسه، وكتب في رسالة موجهة إلى موطنه:
«الاقتراب من الحرب بهذا القدر يترك آثارًا مروعة، يصعب حتى تصورها. كان الطريق من براغ إلى تبليتس مغطىً بالعربات المليئة بالقتلى، والجرحى، وأولئك الذين مازالوا يحتضرون. الصدمة والاشمئزاز والشفقة التي تشعر بها بعد هذه المشاهد تتجاوز تصورك للواقع..... لقد غرقت في مشاهد الكرب والبؤس، وسكنت تلك المشاهد أفكاري.....»
عند عودته إلى الوطن اعتبر من نبلاء المملكة المتحدة، ومُنح لقب «الفيكونت غوردون» في مقاطعة أبريدين. تزوج في يويلو من عام 1815 من أخت زوجته السابقة، ابنة جون دوغلاس، وأرملة جيمس هاميلتون (الفيكونت هاميلتون). كان زواجه الثاني أقل سعادة من الأول. ولعب أبردين دورًا أقل بروزًا في الشؤون العامة خلال السنوات الثلاث عشرة التالية.

## روابط خارجية
- جورج هاملتون غوردون على موقع الموسوعة البريطانية (الإنجليزية)